# Scott Hastings
Pour les articles homonymes, voir Hastings.

a Compétitions nationales et continentales officielles uniquement.

b Matchs officiels uniquement.
Scott Hastings, né le 4 décembre 1964 à Édimbourg (Écosse), est un joueur international écossais de rugby à XV, évoluant au poste de centre.
Son frère Gavin Hastings, ainsi que son neveu Adam Hastings, sont également des joueurs internationaux écossais de rugby à XV.

## Biographie

### Famille
C'est le frère de Gavin Hastings, autre joueur écossais de rugby à XV ayant porté le maillot de l'équipe nationale.

### Carrière
Scott Hastings connaît sa première cape internationale le 18 janvier 1986 à Murrayfield avec l'équipe d'Écosse, contre l'équipe de France, victoire 18 à 17, en compagnie de son frère,.
Il remporte le Tournoi des Cinq Nations en 1986, puis il gagne le Grand Chelem lors du Tournoi des Cinq Nations 1990.
Son dernier match en équipe nationale remonte au 1er février 1997 contre les Anglais, (41-13) pour les Anglais.
Il a connu deux sélections avec les Lions britanniques et irlandais lors de la tournée en Australie en 1989 et en Nouvelle-Zélande l'année 1993.

## Palmarès
- Grand Chelem lors du Tournoi des Cinq Nations 1990.
- 65 sélections entre 1986 et 1997. Joueur écossais le plus capé avant d'être dépassé par Gregor Townsend.
- 43 points (10 essais)
- Sélections par années: 5 en 1986, 4 en 1987, 4 en 1988, 6 en 1989, 7 en 1990, 10 en 1991, 6 en 1992, 5 en 1993, 4 en 1994, 6 en 1995, 6 en 1996 et 2 en 1997
- Tournois des Cinq Nations disputés: 1986, 1987, 1988, 1989, 1990, 1991, 1992, 1993, 1994, 1995, 1996 et 1997.
- Participation à deux Coupes du monde : en 1991 et 1995.
- 2 sélections avec les Lions britanniques et irlandais.

## Anecdotes
Au George Watson's College (en), la Hastings Room est dédiée à Scott et Gavin Hastings pour rendre hommage à leur grande carrière. 